# Aldea de Arriba (Abegondo)
Aldea de Arriba (llamada oficialmente A Aldea de Arriba) es una aldea española situada en la parroquia de Folgoso, del municipio de Abegondo, en la provincia de La Coruña, Galicia.

## Demografía
| Gráfica de evolución demográfica de Aldea de Arriba entre 1999 y 2018 |
|                                                                       |
| Datos según el nomenclátor publicado por el INE.                      |